# 范宗淵
范宗淵，浙江上虞人，明朝初期政治人物、進士出身。

## 生平
永乐十六年，登戊戌科進士，授監察御史。